# Ružinov
Ružinov é um bairro de Bratislava, capital da Eslováquia. Está situado no distrito de Bratislava II, na região de Bratislava. Tem 39,7 km² de área e sua população em 2018 foi estimada em 73.250 habitantes.